# Itaúba (Mato Grosso)
Itaúba, que en tupi significa árbol de piedra, es un municipio brasilero del estado de Mato Grosso. Situada al norte del estado, hace límite con los municipios de Sinop, Cláudia, Nueva Canaã del Norte y Tabaporã. Se encuentra aproximadamente a 570 km de la capital Cuiabá. La economía del municipio gira en torno de las industrias madereras, que disponen de gran cantidad de materia prima en la región. Su territorio cubre 6.215,35 km². Se localiza a una latitud 11º03'42" sur y a una longitud 55º16'35" oeste, estando a una altitud de 240 metros. Su población estimada en 2004 era de 6.274 habitantes.
Posee un área de 6491,61 km².